# Parusta
Parusta este un gen de molii din familia Saturniidae. 

## Specii
- Parusta thelxinoe Fawcett, 1915
- Parusta xanthops Rothschild, 1907